# Ichoria chrostosomides
Ichoria chrostosomides är en fjärilsart som beskrevs av William Schaus 1905. Ichoria chrostosomides ingår i släktet Ichoria och familjen björnspinnare. Inga underarter finns listade i Catalogue of Life.